# Chappy
Chappy (魔法使いチャッピー?, Mahō tsukai Chappy) è un anime giapponese prodotta da Toei Animation in 39 episodi nel 1972 e trasmesso per la prima volta dal network giapponese TV Asahi a partire dal 3 marzo 1972. In Italia la serie è stata trasmessa su alcune reti locali nel 1982, poi replicata su Italia 1 e su diversi circuiti televisivi.

## Trama
La piccola Chappy, una ragazza d'alto rango della nobiltà, lascia il magico mondo di Magilandia (stanca della tradizione del suo paese) e si trasferisce sulla Terra, ammaliata dalle usanze del popolo umano.
Presto tutta la sua famiglia decide d'unirsi a lei in una casa sulla Terra. Assieme ai genitori, al fratello Juno e a Dancan, un procione parlante, Chappy comincerà quindi a vivere nel nostro mondo come un normalissimo essere umano, anche se le rimane comunque sempre il potere di Magilandia, al quale ricorrerà però solamente in caso di vera emergenza e necessità.
Ma ben presto s'accorgerà che, con inquinamento, incidenti, disgrazie ed inondazioni, il pianeta degli umani non è poi un così bel posto dove vivere come pensava all'inizio. Alla fine, dopo tante avventure, Chappy e la sua famiglia faranno ritorno a Magilandia.

## Personaggi e interpreti
- Chappy, doppiato originalmente da Eiko Masuyama e in italiano da Sonia Scotti.
Una giovane strega che utilizza la magia con una bacchetta magica.
- Juno, doppiato originalmente da Sachiko Chijimatsu e in italiano da Rodolfo Bianchi.
Fratellino di Chappy. È in grado di trasformarsi in diversi animali
- Don-chan (Dancan), doppiato originalmente da Kōsei Tomita e in italiano da Liù Bosisio.
Un panda parlante che guida un'automobilina magica.
- Madre di Chappy, doppiata originalmente da Noriko Watanabe e in italiano da Alina Moradei.
Decide di andar a vivere nel mondo degli esseri umani con Chappi e il marito.
- Padre di Chappy, doppiato originalmente da Kōji Yada e in italiano da Ettore Conti.
Decide di andar a vivere nel mondo degli esseri umani con Chappi e la moglie.
- Nonno paterno di Chappy.
Cerimoniere dei sovrani di Magilandia, che si preoccupa sinceramente per la nipotina.
- Obaba.
Antica strega e una specie di tutrice per l'intera famiglia di Chappy, ma non ha alcuna relazione di sangue con loro.
- Michiko, doppiata originalmente da Yoko Ogushi e in italiano da Annarosa Garatti.
Prima amica di Chappy sulla Terra, è un maschiaccio con due fratellini. Suo padre possiede un'azienda di pulitura a secco.
- Mago, doppiato originalmente da Kōsei Tomita e in italiano da Ettore Conti.
- Nippo, doppiata originalmente da Sumiko Shirakawa e in italiano da Sonia Scotti.
- Ippo, doppiata originalmente da Masako Nozawa e in italiano da Annarosa Garatti.

## Episodi
| Stagione       | Episodi | Prima TV originale | Prima TV Italia |
| -------------- | ------- | ------------------ | --------------- |
| Prima stagione | 39      | 1972               | 1982            |

| Nº | Titolo italiano Giapponese 「Kanji」 - Rōmaji                                               | In onda           | In onda |
| Nº | Titolo italiano Giapponese 「Kanji」 - Rōmaji                                               | Giapponese        |         |
| 1  | Via da Magilandia 「魔法家族がやってきた」 - mahoo kazoku ga yatteki ta                     | 3 aprile 1972     |         |
| 2  | La magia sbagliata 「怪獣ちゃんもお友達!!」 - kaijū chan mo o tomodachi!!                   | 10 aprile 1972    |         |
| 3  | Un lavoro per papà 「パパはナニ屋さん」 - papa wa nani ya san                               | 17 aprile 1972    |         |
| 4  | Il duello 「男の意地くらべ」 - otoko no iji kurabe                                          | 24 aprile 1972    |         |
| 5  | Il sosia magico 「ドンちゃんの妹」 - don chan no imooto                                     | 1º maggio 1972    |         |
| 6  | La mamma in prestito 「ママがとられた」 - mama ga tora re ta                                | 8 maggio 1972     |         |
| 7  | 500 metri al traguardo 「栄光への500メートル」 - eikoo e no 500 meetoru                     | 15 maggio 1972    |         |
| 8  | La fuga di Duncan 「魔法の国に帰さないで」 - mahoo no kuni ni kisa nai de                   | 22 maggio 1972    |         |
| 9  | La bacchetta magica 「狙われたバトン」 - nerawa re ta baton                                 | 29 maggio 1972    |         |
| 10 | Sogno di ferroviere 「幻のＤ51」 - maboroshi no D 51                                        | 5 giugno 1972     |         |
| 11 | I tre desideri 「三ツのおねがい」 - san tsu no onegai                                       | 12 giugno 1972    |         |
| 12 | Chappy nei guai 「お婆さんの意地くらべ」 - obaasan no iji kurabe                            | 19 giugno 1972    |         |
| 13 | Il diario di papà 「パパの日記帳」 - papa no hi kichoo                                      | 26 giugno 1972    |         |
| 14 | L'albergo del mistero 「民宿お化け騒動」 - minshuku obake soodoo                            | 3 luglio 1972     |         |
| 15 | Il bambino perduto 「すてきな一日園長」 - suteki na ichi nichi enchoo                       | 10 luglio 1972    |         |
| 16 | Le Alpi giapponesi 「嵐の山の少女」 - arashi no yama no shoojo                              | 17 luglio 1972    |         |
| 17 | Grazie, papà 「パパありがとう」 - papa arigatoo                                             | 24 luglio 1972    |         |
| 18 | Avventura sull'isola selvaggia 「無人島冒険ごっこ」 - mujintoo booken gokko                 | 31 luglio 1972    |         |
| 19 | I rapitori 「赤ちゃん泥棒」 - akachan doroboo                                               | 7 agosto 1972     |         |
| 20 | La fenice 「こんにちはフェニックス」 - konnichiwa fenikkusu                                 | 14 agosto 1972    |         |
| 21 | Il prepotente 「ホームラン番長」 - hoomuran banchoo                                         | 21 agosto 1972    |         |
| 22 | Il paradiso dei delfini 「イルカの楽園」 - iruka no rakuen                                  | 28 agosto 1972    |         |
| 23 | Festa popolare 「祭りだワッショイ」 - matsuri da wasshoi                                    | 4 settembre 1972  |         |
| 24 | L'esorcismo 「逃げ出した悪魔」 - nigedashi ta akuma                                         | 11 settembre 1972 |         |
| 25 | Il grande spettacolo 「ドンちゃんの虹」 - don chan no niji                                  | 18 settembre 1972 |         |
| 26 | La bicicletta volante 「空とぶ自転車」 - sora tobu jitensha                                 | 25 settembre 1972 |         |
| 27 | Duncan e l'inondazione 「ドンちゃん大洪水」 - don chan dai koozui                           | 2 ottobre 1972    |         |
| 28 | Il parco-giochi privato 「独立！ガラクタ公園」 - dokuritsu! garakuta kooen                  | 9 ottobre 1972    |         |
| 29 | Il panda della pace 「動物の王子さま」 - doobutsu no ooji sama                              | 16 ottobre 1972   |         |
| 30 | Il villaggio in pericolo 「待っていてオッタマゲター！」 - mat te i te ottamagetaa!          | 23 ottobre 1972   |         |
| 31 | Zia gioca a baseball 「最高殊勲婆さん」 - saikoo shukun baasan                              | 30 ottobre 1972   |         |
| 32 | Nostalgia di Kyoto 「あこがれの京都」 - akogare no kyooto                                   | 6 novembre 1972   |         |
| 33 | Un posto costoso 「リンゴ村リンゴりんご大作戦！」 - ringo mura ringo ringo dai sakusen!     | 13 novembre 1972  |         |
| 34 | Campagna elettorale 「出たよ出ましたチャンバラ時代」 - de ta yo de mashi ta chan bara jidai | 20 novembre 1972  |         |
| 35 | Una famiglia perseguitata 「お金と友情」 - okane to yūjoo                                   | 27 novembre 1972  |         |
| 36 | Il supercarpiato 「ジャンプだ！四回転ウルトラＣ」 - janpu da! yon kaiten urutora C          | 4 dicembre 1972   |         |
| 37 | La donna di neve 「さようなら雪ン子」 - sayoonara yuki n ko                                 | 11 dicembre 1972  |         |
| 38 | Buon Natale 「想い出のクリスマス」 - omoide no kurisumasu                                   | 18 dicembre 1972  |         |
| 39 | Ritorno a Magilandia 「チャッピーどこへゆく」 - chappii doko e yuku                         | 25 dicembre 1972  |         |

## Colonna sonora
- Sigla iniziale giapponese: Mahou Tsukai Chappy (魔法使いチャッピー?), musica di Hiroshi Tsutsui, cantata dai Singers Three
- Sigla finale giapponese: Don-chan no uta, musica di Hiroshi Tsutsui, cantata da Kousei Tomita
- Brano all'interno degli episodi: Mahou no Waltz' (魔法のワルツ?) cantata da Kumiko Onogi
- Sigla italiana: Chappy, testo e musica di Riccardo Zara, cantata da I Cavalieri del Re e incisa sul singolo Cyborg, i nove supermagnifici/Chappy. In origine questa sigla era stata pensata per Lo scoiattolo Banner.